# فينيسيوس سيمون
فينيسيوس سيمون (بالبرتغالية: Vinícius Simon‏) (17 نوفمبر 1986 بساو باولو في البرازيل - ) هو لاعب كرة قدم برازيلي في مركز الدفاع. لعب مع سانتو أندريه ونادي سانتوس ونادي سبورت ريسيفه ونادي كريسيوما ونادي فيلا نوفا وبوافيستا سبورت ‏ ونادي أمريكا.

## وصلات خارجية
- فينيسيوس سيمون على موقع قاعدة بيانات كرة القدم.إي يو (الإنجليزية)
- فينيسيوس سيمون على موقع Soccerway.com (الإنجليزية)